# Мизогинија
Мизогинија (гр. μισογυνία / misogynia), дословно преведено женомржња (од μῖσος (misos / мржња) и γυνή (gynē / жена) је назив за нетрпељивост, презир, мржњу или предрасуде према женама или девојкама. Најчешће се испољава у виду мушких предрасуда, односно мушког шовинизма или сексизма, усмереног према женама, односно против жена. Сам појам мизогиније је широк и такође може означавати и облик параноидне фиксације везане за ствар која је истовремено предмет мржње и љубави. Многе феминисткиње се не би сложиле са овом дефиницијом, те би преузеле дефиницију Адријен Рич према којој је мизогинија "организована, институционална мржња, непријатељство и насиље над женама". Феминистичке психоаналитичарке сматрају да мизогинија има основа у дечијој примитивној љутњи према мајци јер је друштвено васпитавање и подизање деце у раном узрасту најчешће задатак мајки.